# Roemeense parlementsverkiezingen 1957

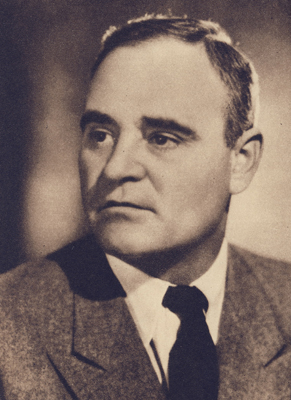
Dictator Gheorghe Gheorghiu-Dej (1901-1965), leider van de communistische partij (1944-1965), premier (1952-1955), staatshoofd (1961-1965)

De Roemeense parlementsverkiezingen van 1957 vonden op 3 februari van dat jaar plaats. De verkiezingen waren op basis van enkelvoudige kandidaatstelling en alleen leden van het door de communistische partij gedomineerde Volksdemocratisch Front mochten zich kandideren. Het Front kreeg bijna 99% van de stemmen. Premier Chivu Stoica, partijleider Gheorghe Gheorghiu-Dej en president Petru Groza werden herkozen. Voor de nationale minderheden waren 67 zetels gereserveerd.

## Uitslag
| Coalitie                        | Stemmen    | %       | Zetels    |
| ------------------------------- | ---------- | ------- | --------- |
| Volksdemocratisch Front         | 11.424.521 | 99,00%  | 437 / 437 |
| Tegen                           | 115.880    | 1,00%   | —         |
| Totaal                          | 11.540.401 | 100,00% | 437       |
|                                 |            |         |           |
| Geldige stemmen                 | 11.540.401 | 99,88%  |           |
| Blanco/ ongeldige stemmen       | 13.289     | 0,12%   |           |
| Totaal uitgebrachte stemmen     | 11.553.690 | 100,00% |           |
| Geregistreerde kiezers/ opkomst | 11.652.289 | 99,15%  |           |
| Bron: Nohlen & Stöver, WP       |            |         |           |